# Енґидріна
Енґидріна (Enhydrina) — рід отруйних змій з родини Аспідові. Має 2 види. Інша назва «дзьобаті морські змії».

## Опис
Загальна довжина представників цього роду коливається від 1 до 1,4 м. Голова помірного розміру. На морді присутній щиток дещо піднятий догори. Звідси походить інша назва цих змій. Тулуб кремезний, щільний. Хвіст довгий. Забарвлення світло—коричневе, синювате, жовтувате. Поперек тулуба тягнуться темні смуги. Черево світліше за спину.

## Спосіб життя
Усе життя перебувають у морі. Часто тримаються великими скупченнями. Живляться рибою, дуже рідко молюсками.
Отрута цих змій набагато перевершує за токсичністю отруту індійської кобри. Енгідріни десятками потрапляють в рибальські сітки, але коли рибалки витягують їх з сіток, вони, як правило, навіть не намагаються вкусити.
Це яйцеживородні змії.

## Розповсюдження
Мешкають від Перської затоки до Малайського архіпелагу.

## Види
- Enhydrina schistosa
- Enhydrina zweifeli